# Día de la Solidaridad Intersexual
El Día de la Solidaridad Intersexual, también conocido como Día de la Memoria Intersexual, es un día de concienciación civil observado internacionalmente y diseñado para destacar los problemas a los que se enfrentan las personas intersexuales. Marca el cumpleaños de Herculine Barbin, una persona intersexual francesa cuyas memorias fueron publicadas más tarde por Michel Foucault en Herculine Barbin: Being the Recently Discovered Memoirs of a Nineteenth-century French Hermaphrodite.

## Historia
El evento parece haber comenzado el 8 de noviembre de 2005, como el Día de la Solidaridad Intersex, a raíz de una invitación realizada por Joëlle-Circé Laramée, entonces portavoz canadiense de la Organización Intersex Internacional. La Organización invitó a organizaciones, grupos e individuos a mostrar su solidaridad marcando: la vida de Herculine Barbin, o discutiendo la mutilación genital intersexual, "la violencia del sistema binario de sexo y género" y/o "el sexismo implícito en la construcción binaria de sexo y género".

## Celebraciones
Mientras que el Día de la Visibilidad Intersexual, el 26 de octubre, parece celebrarse más en los países de habla inglesa, particularmente en América del Norte, el Día de la Memoria Intersexual se ha celebrado principalmente en Europa. Algunos países, como Australia y Sudáfrica, celebran ambos eventos como los días intermedios como "14 días de intersexualidad".
En 2012, el Parlamento de Nueva Gales del Sur reconoció el día. Linda Burney, miembro de la Asamblea Legislativa, también elogió a la Organización Intersex Internacional Australia como parte de una moción que señala el día.
En 2014, Literaturhaus Salzburg, Austria, es la sede de un evento del Día de la Solidaridad Intersexual. Un evento similar se celebró en la Universidad de Salzburgo en 2013. En el Día de la Solidaridad Intersexual 2016, OII Europa lanzó un nuevo sitio web de visibilidad, InterVisibility.eu, con material sobre la intersexualidad en 23 idiomas europeos.